# Bandhagen (Stockholms tunnelbana)
Bandhagen ist eine oberirdische Station der Stockholmer U-Bahn. Sie befindet sich im gleichnamigen Stadtteil Bandhagen. Die Station wird von der Gröna linjen des Stockholmer U-Bahn-Systems  bedient. Die Station gehört zu den eher mäßig frequentierten Station des U-Bahn-Netzes. An einem normalen Winterwerktag steigen hier 3100 Pendler zu.
Die Station wurde am 22. November 1954 eröffnet, als der Abschnitt der Gröna linjen zwischen Stureby und Högdalen in Betrieb genommen wurde. Die Station liegt zwischen den Stationen Högdalen und Stureby. Die Bahnsteige befinden sich oberirdisch in Hochlage. Bis zum Stockholmer Hauptbahnhof sind es etwa acht Kilometer.

## Reisezeit
| Linie | bis Station     | Reisezeit | bis Station                    | Reisezeit            |
| T19   | Hässelby strand | 50 min    | Gamla stan Slussen T-Centralen | 13 min 14 min 18 min |
| T19   | Hagsätra        | 6 min     | Gamla stan Slussen T-Centralen | 13 min 14 min 18 min |